# Matvej Kisljak
Matvej Alekseevič Kisljak (in russo Матвей Алексеевич Кисляк?; Staryj Oskol, 26 luglio 2005) è un calciatore russo, centrocampista del CSKA Mosca.

## Carriera

### Club
Kisljak è cresciuto nel settore giovanile del CSKA Mosca ed ha debuttato in prima squadra il 26 luglio 2023 nell'incontro di Kubok Rossii vinto 6-0 contro l'Orenburg, trovando al contempo la sua prima rete in carriera.

### Nazionale
Ha giocato nelle nazionali giovanili russe Under-18, Under-19 ed Under-21.
Nel 2025 ha esordito nella nazionale maggiore russa.

## Statistiche

### Presenze e reti nei club
Statistiche aggiornate al 31 ottobre 2024.
| Stagione        | Squadra         | Campionato      | Campionato | Campionato | Coppe nazionali | Coppe nazionali | Coppe nazionali | Coppe continentali | Coppe continentali | Coppe continentali | Altre coppe | Altre coppe | Altre coppe | Totale | Totale | Totale |
| Stagione        | Squadra         | Comp            | Pres       | Reti       | Comp            | Pres            | Reti            | Comp               | Pres               | Reti               | Comp        | Pres        | Reti        | Pres   | Reti   |        |
| --------------- | --------------- | --------------- | ---------- | ---------- | --------------- | --------------- | --------------- | ------------------ | ------------------ | ------------------ | ----------- | ----------- | ----------- | ------ | ------ | ------ |
| 2023-2024       | CSKA Mosca      | PL              | 3          | 0          | CR              | 6               | 1               |                    | -                  | -                  | SR          | 0           | 0           | 9      | 1      |        |
| 2024-2025       | CSKA Mosca      | PL              | 22         | 1          | CR              | 11              | 2               |                    | -                  | -                  |             | -           | -           | 33     | 3      |        |
| Totale carriera | Totale carriera | Totale carriera | 25         | 1          |                 | 17              | 3               |                    | -                  | -                  |             | 0           | 0           | 42     | 4      |        |

## Palmarès

### Club

#### Competizioni nazionali
- Coppa di Russia: 2

CSKA Mosca: 2022-2023, 2024-2025
- Supercoppa di Russia: 1

CSKA Mosca: 2025